# 卢米德帕机场
卢米德帕机场（英語：Lumid Pau Airport）是一個位於圭亞那上塔库图-上埃塞奎博的機場，服務卢米德帕村為主。